# デイビッド・スローン・ウィルソン
デイビッド・スローン・ウィルソン（David Sloan Wilson、1949年 - ）は、アメリカ合衆国の進化生物学者。作家スローン・ウィルソンの息子で、ビンガムトン大学のディスティングイッシュトプロフェッサーの一人である。
ウィルソンは、進化におけるマルチレベル選択説の提唱でよく知られる。哲学者エリオット・ソーバーとの共著『Unto Others』で、遺伝子レベルの選択とより正統的な個体選択のアプローチを結び付けるマルチレベル選択と呼ばれる枠組みを提案した。その枠組みは、個体をデザインする遺伝子が世代を超えて子孫に伝えられていくときに、個体と集団は共に遺伝子のヴィークル（乗り物）であり、どちらも遺伝子が作用する舞台であると主張する。実際に、ヴィークルの表現型に影響を与えた結果だけでなく、彼らが入っているDNAの機能に影響を与えることによっても、遺伝子それ自体が選択の影響を受けうる。ここでいう遺伝子とは物理的な存在ではなく、祖先から子孫に伝えられる「情報」としての遺伝子である。
ウィルソンは形質集団という概念も作った。形質集団とは、血縁などで結ばれておらず、彼らが利他的行動で相互に作用しあうことにより、運命を共有する集団のことである。
ウィルソンの著書『ダーウィンのカテドラル』は、宗教がマルチレベル的適応で、マルチレベル選択のプロセスを通じて発達した文化的進化の産物であると主張している。また、ウィルソンの近著『Evolution for Everyone：How Darwin's Theory Can Change the Way We Think About Our Lives』（みんなのための進化：ダーウィンの理論は私たちが人生について考える方法をどのように変革することができるか）では、進化というアイディアが日常の身近なことに適用できることを様々な方法を詳細に述べることにより、多くの人々に進化とはどのようなものであるかの説明を提示しようと試みている。
ウィルソンは、ビンガムトン大学で多様な理論を進化理論のもとで統一的に学ぶ「進化研究プログラム」を開始させた。プログラムに参加する学生は進化の視点からテーマを与えられ、生物学、人類学、心理学、工学、哲学を含む様々な講義を受ける。